# Fes (dźwięk)
Fes (F♭) – dźwięk, którego częstotliwość dla fes¹ wynosi około 329,6 Hz. Stanowi tonikę gam Fes-dur i fes-moll. Jest to obniżony za pomocą bemola dźwięk f. Enharmonicznie dźwięki o tej samej wysokości to disis oraz e.